# Kaňk (352 m)
Kaňk, dříve zvaný Špimberk, je nejvýchodnějším vrcholkem pásma vrchů, které ze severní strany lemují středočeské město Kutná Hora. Kopec, tyčící se zhruba 2,5 km ssv. od centra města, představuje nejvyšší bod geomorfologického okrsku Malešovská pahorkatina, který náleží do podcelku Kutnohorská plošina na severozápadě Hornosázavské pahorkatiny. Na úpatí vrchu se rozkládají tři části města Kutná Hora: na severozápadní straně je to Kaňk, bývalé horní městečko, na jihozápadě předměstí Šipší a ze strany jihovýchodní pak Sedlec s někdejším významným klášterem. Ke katastrálnímu území Kaňk patří pouze část západního úbočí kopce, vrchol i ostatní svahy příslušejí do katastrálního území Sedlec u Kutné Hory.

## Těžba stříbra
Kopec se nachází v kutnohorském stříbronosném revíru a téměř celé jeho území je protkáno pozůstatky starých důlních děl. Největší rozkvět těžby se datuje do 15. století, kdy se stříbro dobývalo v 15 vzájemně propojených štolách.
Poblíž vrcholu kopce se nachází vysílač a památník připomínající konec zajatých husitů, kteří byli v letech 1419 a 1421 vhozeni katolickým vojskem do důlních šachet. V červenci 1496 byla pak na stejném místě rozprášena rozsáhlá vzpoura kutnohorských havířů. Z nařízení poděbradského hejtmana Oňka Kamenického z Tepic bylo pak 13 zajatých havířských vůdců pak v srpnu téhož roku sťato, deset v Poděbradech a tři na Křivoklátě. Podle kusých zpráv pak král Vladislav Jagellonský provedl roku 1497 revizi procesu a odpovědné za popravy potrestal.